# Милета М. Продановић
Милета Продановић је био предратни и ратни (Други светски рат) српски политичар и солунски борац.

## Биографија
Милета М. Продановић рођен је 1883. у Богданици, у општини Горњи Милановац, као прво дете Милоша и Марице, у породици давнином из Комарнице, Нахија Стара Херцеговина, данас Црна Гора. Имао је три брата и пет сестара. Школовао се у Прањанима, где је његов отац преселио трговачке послове са извозом стоке, шљиве и ракије, потом и у Чачку. Завршио је Трговачку академију у Бечу. Оженио се 1906. Цвијетом Поповић и са њом добио пет кћери и шест синова. Са братом Здравком (погинуо) учествовао је у оба балканска рата и Првом светском рату. Припадао је Првој батерији Шумадијског артиљеријског пука „Танаско Рајић“ и вршио дужност наредника батерије у административном погледу.
По повратку из Првог светског рата преузео је очев посао. Био је члан Главног одбора Демократске странке Љубе Давидовића и кандидат за народног посланика, као и председник општине Прањани и члан Управног одбора Хипотекарне банке у Београду.
Као истакнути демократа, Продановић је једно време био и бански већник у Новом Саду. Током Другог светског рата провео био је месец дана заточен у логору Бањица, да би након тога на Светосавском конгресу у селу Ба јануара 1944. био изабран у Централни национални комитет. Оболева од тифуса 1945, а након оздрављења одлучује да се врати кући.
На том путу, у околини Фоче, 1945. године, заробљен је и убијен је од стране јединица КНОЈ.
Иза себе је оставио врло вредно и постхумно објављено сведочанство о свом војевању на Солунском фронту, књигу под насловом „Ратни дневник 1914-1918.“
Помиње се у Српској трилогији Стевана Јаковљевића као домаћин и трговац из Прањана који је водио дневник.